# Vegar Hoel
Geir Vegar Hoel (Stord, 15 novembre 1973 – Stavanger, 8 novembre 2021) è stato un attore norvegese.

## Filmografia

### Attore

#### Cinema
- Benny, regia di Pål Jackman - cortometraggio (1998)
- Mongoland, regia di Arild Østin Ommundsen (2001)
- United, regia di Magnus Martens (2003)
- Tid for frokost, regia di Odveig Klyve - cortometraggio (2004)
- Alt for Egil, regia di Tore Rygh (2004)
- Monstertorsdag, regia di Arild Østin Ommundsen (2004)
- Der nede sørger de ikke, regia di Per Sveinung Larsen - cortometraggio (2006)
- Mannen som elsket Yngve, regia di Stian Kristiansen (2008)
- Dead Snow (Død snø), regia di Tommy Wirkola (2009)
- Tempus Fugit, regia di Even Benestad - cortometraggio (2009)
- Rottenetter, regia di Arild Østin Ommundsen (2009)
- Tomme tønner, regia di Leon Bashir e Sebastian Dalén (2010)
- Tomme tønner 2 - Det brune gullet, regia di Sebastian Dalén (2011)
- Umeå4ever, regia di Geir Greni (2011)
- Varg Veum - Dødens drabanter, regia di Stephan Apelgren (2011)
- Age of Heroes, regia di Adrian Vitoria (2011)
- Inside the Whore, regia di Reinert Kiil (2012)
- Hansel & Gretel - Cacciatori di streghe (Hansel & Gretel: Witch Hunters), regia di Tommy Wirkola (2013)
- Eventyrland, regia di Arild Østin Ommundsen (2013)
- Blåtur, regia di Ivar Aase (2013)
- Dead Snow 2: Red vs Dead (Død snø 2), regia di Tommy Wirkola (2014)
- Precocious Movie Kids, regia di Kristian B. Walters - cortometraggio (2014)
- Mammas mann, regia di Kristoffer Carlin - cortometraggio (2015)
- Nora Tomorrow, regia di Øivind Næss - cortometraggio (2015)
- Børning 2, regia di Hallvard Bræin (2016)
- Hedda, regia di Hisham Zaman - cortometraggio (2016)
- Restrictorama, regia di Thor Brenne - cortometraggio (2017)
- Quality Time, regia di Daan Bakker (2017)
- Hjertestart, regia di Arild Andresen (2017)
- Noe som skjedde på jobben, regia di Vidar Tevasvold Aune - cortometraggio (2017)
- Jaget, regia di Helena Andersen Rognan (2017)
- Seven Sisters (What Happened to Monday), regia di Tommy Wirkola (2017)
- General Forsamling: Den som ler sist, regia di Ivar Aase - cortometraggio (2017)
- Bølle, regia di Fredrik Holmen Lillegraven - cortometraggio (2017)
- Caccia al 12° uomo (Den 12. mann), regia di Harald Zwart (2017)
- Now It's Dark, regia di Arild Østin Ommundsen (2018)
- Askeladden - I Soria Moria slott, regia di Mikkel Brænne Sandemose (2019)

#### Televisione
- Occupied (Okkupert) - serie TV, 8 episodi (2015)
- TRIO: Keplerdiamantene - serie TV, 8 episodi (2016)
- Aber Bergen - serie TV, 6 episodi (2017)
- Grenseland - Terra di confine (Grenseland) - serie TV, 4 episodi (2017)
- Heimebane - serie TV, episodi 1x5-1x6 (2018)
- Lykkeland - serie TV, 8 episodi (2018)
- Heirs of the Night - serie TV, 18 episodi (2019-2020)

### Attore e regista

#### Cinema
- Kill Buljo 2 (2013)